# Vencedor (DVD)
Vencedor é o primeiro DVD da banda Raiz Coral, lançado em julho de 2012 pela gravadora Mess Entretenimento.
O disco foi gravado em agosto de 2011, na sede da Igreja Bola de Neve, com recursos próprios da banda e com o prêmio que chegaram a receber de um concurso que participaram no Sistema Brasileiro de Televisão (SBT). O repertório reuniu canções dos três álbuns lançados pela banda. A banda contou com a participação do cantor Mattos Nascimento na música "O Cordeiro". O projeto gráfico foi elaborado pela Quartel Design.

## Faixas
1. "Abertura"
2. "Eu Vou Cantar"
3. "Vitória"
4. "Caridade"
5. "Maravilhoso"
6. "Deixo a Tristeza"
7. "Emanuel"
8. "O Cordeiro"
9. "Você estava Ali"
10. "Lugar Secreto"
11. "Perfume"
12. "Ser Adorador"
13. "Qual é Seu Talento"
14. "Dê o Seu Melhor"
15. "Vencedor"
16. "O Melhor de Deus"
17. "Vem Chegando o Dia"
18. "Novo Lar"
19. "Jesus Meu Guia É"
20. "Tocou-me"
21. "A Coroa"
22. "Eu Ando Com Cristo"
23. "Libertador"
24. "Enquanto Eu Viver"
25. "Fuzion Shout"
26. "Mais"